# レオニド・ヤルモルニク
レオニド・ヤルモルニク（Leonid Yarmolnik（Леонид Исаакович Ярмольник）、1954年1月22日 - ）は、ロシアの俳優である。日本語では「レオニード・ヤルモルニク」と表記されることもある。

## 経歴
2006年に『ミッション・イン・モスクワ』に出演したのち、2011年に『ナイト・アベンジャー』に出演する。2013年、アレクセイ・ゲルマン監督の遺作『神々のたそがれ』で主演を務める。

## フィルモグラフィー

### 映画
- ミッション・イン・モスクワ（2006年）
- ナイト・アベンジャー（2011年）
- 神々のたそがれ（2013年）